# Wuchiapingi
A wuchiapingi a késő perm földtörténeti kor két korszaka közül az első, amely 259,1 ± 0,5 millió évvel ezelőtt (mya) kezdődött a középső perm kor capitani korszaka után, és 254,14 ± 0,07 mya ért véget a changhsingi korszak előtt.

## Meghatározása
A Nemzetközi Rétegtani Bizottság meghatározása szerint a wuchiapingi emelet alapja (a korszak kezdete) a Clarkina postbitteri konodontafaj megjelenésével kezdődik. Az emelet tetejét (a korszak végét) a Clarkina wangi konodontafaj megjelenése jelzi.